# اودلم (تشيشير)
اودلم (بالإنجليزية: Audlem)‏ هي قرية وأبرشية مدنية تقع في المملكة المتحدة في إنجلترا. يقدر عدد سكانها بـ 1,790 نسمة .